# محسن باروم
محسن أحمد باروم (1347 - 1429 هـ) أديب وتربوي ودبلوماسي سعودي. يُعد من رموز التربية والتعليم في السعودية، ومن أعلام نهضتها الثقافية. وهو أول ملحق ثقافي سعودي في أوروبا، وأول أمين عام لجامعة الملك عبد العزيز، وعضوًا في لجنتها التأسيسية، كما أنه أول أمين عام للجنة الوطنية للتربية والعلم والثقافة (اليونسكو) في وزارة المعارف قبل أن تصبح وزارة التعليم. ألّف نحو 22 منهجًا دراسيًا، وساهم في تنظيم المراحل الدراسية، إذ يعود له الفضل في تقسيم المرحلة الثانوية إلى مرحلتي الثانوية والمتوسطة، كما يعود له الفضل أيضًا في توثيق العلاقات بين الجامعات السعودية والأوروبية.

## نسبه
محسن بن أحمد بن محمد بن حسن بن محمد بن عبد الله بن عبد الرحمن بن عبد الله بن محمد بن عبد الله بن محمد بن أحمد بن حسن بروم بن محمد بن علوي الشيبة بن عبد الله بن علي بن عبد الله باعلوي بن علوي الغيور بن الفقيه المقدم محمد بن علي بن محمد صاحب مرباط بن علي خالع قسم بن علوي بن محمد بن علوي بن عبيد الله بن أحمد المهاجر بن عيسى بن محمد النقيب بن علي العريضي بن جعفر الصادق بن محمد الباقر بن علي زين العابدين بن الحسين السبط بن الإمام علي بن أبي طالب، والإمام علي زوج فاطمة بنت محمد ﷺ.
فهو الحفيد 35 لرسول الله محمد ﷺ في سلسلة نسبه.

## مولده ونشأته
ولد في مكة المكرمة في ذي الحجة من عام 1347 هـ، وأدخله والده إلى مدرسة الفلاح بمكة حيث أكمل تعليمه الابتدائي والثانوي فيها، ثم أرسل في بعثة دراسية إلى مصر عام 1364 هـ على نفقة حكومة المملكة العربية السعودية حيث التحق بكلية اللغة العربية في جامعة الأزهر وحصل على شهادة البكالوريوس منها في علوم اللغة العربية وآدابها عام 1368 هـ.

## حياته العملية
تقلب في بعض وظائف الحكومة إثر عودته إلى بلاده وأمضى الجزء الأكبر من حياته الوظيفية في سلك التربية والتعليم حيث شغل مناصب قيادية متعددة في مختلف مجالات الإدارة التعليمية في وزارة المعارف حين رأسها الأمير فهد بن عبد العزيز آنذاك كأول وزير لها في عام 1373 هـ. كما أنه شارك في كثير من الندوات الثقافية والتربوية والمؤتمرات الإقليمية والعربية والدولية كعضو، وتولى رئاسة وفد المملكة العربية السعودية إلى المؤتمر الثقافي العربي الثالث الذي دعت إلى انعقاده جامعة الدول العربية في بغداد عام 1379 هـ.
وحين قام مشروع جامعة الملك عبد العزيز الأهلية في جدة أعارت وزارة المعارف خدماته إلى المشروع في بداية عام 1385 هـ بناء على طلب أعضاء الهيئة التأسيسية له ليعاون بخبرته وكفاءته في التخطيط العلمي والتوجيه الفكري والإداري لهذا المشروع، فأنتخب بالإجماع عضوا في الهيئة التأسيسية وأمينا عاما لها.
كما أنتخب عضوا في لجنته التنفيذية إلى أن فتحت أولى كليات الجامعة وهي كلية الاقتصاد والإدارة في بداية العام الدراسي (1387 - 1388 هـ) فعاد ثانية إلى وزارة المعارف مستشارا لهذه الوزارة في المنطقة الغربية، ثم طلب إحالته إلى المعاش في شهر رجب عام 1390 هـ ليتفرغ للأعمال الحرة، فأنشأ دار الشروق للنشر والتوزيع والطباعة بجدة في عام 1393 هـ، حيث ساهم في نشر الكتاب العربي الإسلامي وتطوير صناعة النشر في بلاده حتى ارتفع بها إلى مستوى عال، ثم أنشأ بعد ذلك دار نشر أخرى أسماها عالم المعرفة للنشر والتوزيع في ربيع الثاني عام 1402 هـ لتكون ظهيرا لدار الشروق في مختلف أنشطتها الثقافية وبصورة خاصة في نشر وتوزيع الكتب العلمية والتكنولوجية لخدمة طلاب الجامعات ومؤسسات التعليم العالي.
ونظرا لنشاطه البارز في المجال الاجتماعي فقد اختاره الحاكم الشرعي في عام 1390 هـ ليكون أحد النظار على أوقاف السادة العلويين في مكة وجدة مع السيدين محضار بن عبد الله بن عقيل ومحمد الهادي بن علوي بن عقيل. كما امتد نشاطه الثقافي والفكري إلى الكتابة في الصحف المحلية وإلقاء المحاضرات في المواسم الثقافية من منابر الجامعات والأندية الفكرية ورابطة العالم الإسلامي، كما أنه ساهم بجهوده الذاتية في دعم نشاطات الحركة الإسلامية العالمية ماديا ومعنويا وعن طريق ذلك توثقت عرى المودة والتقدير المتبادل بينه وبين كثير من قادة الفكر ورؤساء المنظمات الإسلامية في العالم.

## مناصبه
وقد أمضى في التعليم تسع عشرة سنة، تقلد مناصب تعليمية عدة، منها:
- مدير إدارة التفتيش الفني.
- مدير إدارة التعليم الابتدائي والثقافة الشعبية.
- مدير عام التعليم الثانوي.
- أول أمين عام لجامعة الملك عبد العزيز الأهلية بجدة.
- مدير المكتب الثقافي في أوروبا ومقره الدائم في مدينة جنيف بسويسرا.
- مدير عام التعليم للتعليم العالي.
- أول أمين عام للجنة اليونسكو الوطنية بوزارة المعارف.

## قيل عنه
وقد وصفه أحد معاصريه الأستاذ عبد الله بغدادي من أوائل رجالات التربية والتعليم في كتابه «الانطلاقة التعليمية في المملكة العربية السعودية» بقوله: "والسيد محسن أحمد باروم من أعلام التعليم بل هو دينامو وزارة المعارف في مستهل عهدها في تخطيط المناهج التعليمية لمختلف مراحل التعليم فالمناهج الابتدائية والمتوسطة والثانوية الحاضرة هو مخططها وراسمها ومعدها، دفعها وحرك الدراسة فيها وأشاع الحياة فيها بإدخال مواد تعليمية جديدة وصياغتها لتلائم احتياجات العصر ومتطلبات التعليم وذلك عن طريق اللجان التي كان يشكلها من حين لآخر إثر توليه مهام التفتيش الفني بالوزارة، كما عمل على تخطيط مناهج التعليم العالي للكليات التابعة للوزارة.
ويتمتع السيد محسن بصبر وقوة جلد للعمل واحتمال للمشاق في سبيل إعداد عمل ناضج بناء خلاق وقد يسهر الليالي الطوال لإنجاز وإعداد ما يوكل إليه من مهام وإكمال ما يعهد إليه من عمل وإخراجه بالصورة المشرفة التي يرضاها ويقتنع بها. فكل المناهج التعليمية الحاضرة في مراحل التعليم ثم مرحلة التعليم العالي ممثلة في كليتي الشريعة والتربية - قبل ضمها للجامعة - هي من إخراجه وإعداده، وله الفضل الأوفى في تعديلها بما يتمشى والسياسة التعليمية في عهد الوزارة لا سيما مناهج العلوم الدينية بمشاركة فضيلة الشيخ عبد الله خياط".

## مؤلفاته
لقد شارك خلال حياته العلمية والعملية في المجال التربوي بتأليف مجموعة من الكتب الدراسية في مختلف فروع اللغة العربية أربت على العشرين كتابا للمدارس الابتدائية والمتوسطة والثانوية ومعاهد إعداد المعلمين مع نخبة من زملائه المربين وظلت الكتب مقررة في تلك المدارس والمعاهد لفترة زادت على خمس عشرة سنة.
إلى جانب كتاباته الثقافية والأدبية والتي منها:
| - «من أعلام التربية والفكر في بلادنا» - «في موكب الزمن - ذكريات وشجون تربوية» | - «مطالعات نقدية في ألوان من الكتب» - «نظرات في التربية والتعليم» - «ألوان من الأحاديث» |

## وفاته
توفي مساء الأربعاء العاشر من شهر ربيع الآخر سنة 1429 هـ الموافق للسادس عشر من شهر أبريل سنة 2008 م.